# Liste der Biografien/Stee
Liste der Biografien |
Portal Biografien |
Personensuche
# |
A |
B |
C |
D |
E |
F |
G |
H |
I |
J |
K |
L |
M |
N |
O |
P |
Q |
R |
S |
T |
U |
V |
W |
X |
Y |
Z |
?
 
Sa |
Sb |
Sc |
Sd |
Se |
Sf |
Sg |
Sh |
Si |
Sj |
Sk |
Sl |
Sm |
Sn |
So |
Sp |
Sq |
Sr |
Ss |
St |
Su |
Sv |
Sw |
Sy |
Sz
 
Sta |
Ste |
Sth |
Sti |
Stj |
Stl |
Sto |
Str |
Sts |
Stt |
Stu |
Stv |
Stw |
Sty
 
Stea |
Steb |
Stec |
Sted |
Stee |
Stef |
Steg |
Steh |
Stei |
Stej |
Stek |
Stel |
Stem |
Sten |
Steo |
Step |
Ster |
Stes |
Stet |
Steu |
Stev |
Stew |
Stey |
Stez
Die Liste der Biografien führt alle Personen auf, die in der deutschsprachigen Wikipedia einen Artikel haben. Dieses ist eine Teilliste mit 344 Einträgen von Personen, deren Namen mit den Buchstaben „Stee“ beginnt.

## Stee
- Stee, Fons van der (1928–1999), niederländischer Politiker (KVP, CDA)
- Stee, Henk van (* 1961), niederländischer Fußballspieler und -trainer

### Steeb
- Steeb, Angelika (1954–2024), deutsche Krankenschwester und Autorin
- Steeb, Carl-Uwe (* 1967), deutscher Tennisspieler
- Steeb, Carlo (1773–1856), deutscher Priester und Ordensgründer in Verona
- Steeb, Christian von (1848–1921), österreichischer Offizier und Geodät
- Steeb, Günther (1931–2023), deutscher Volkswirt und Politiker (CDU), MdL
- Steeb, Hartmut (* 1953), deutscher Diplom-Verwaltungswirt und Generalsekretär der Evangelischen AllianzHartmut Steeb (* 1953)

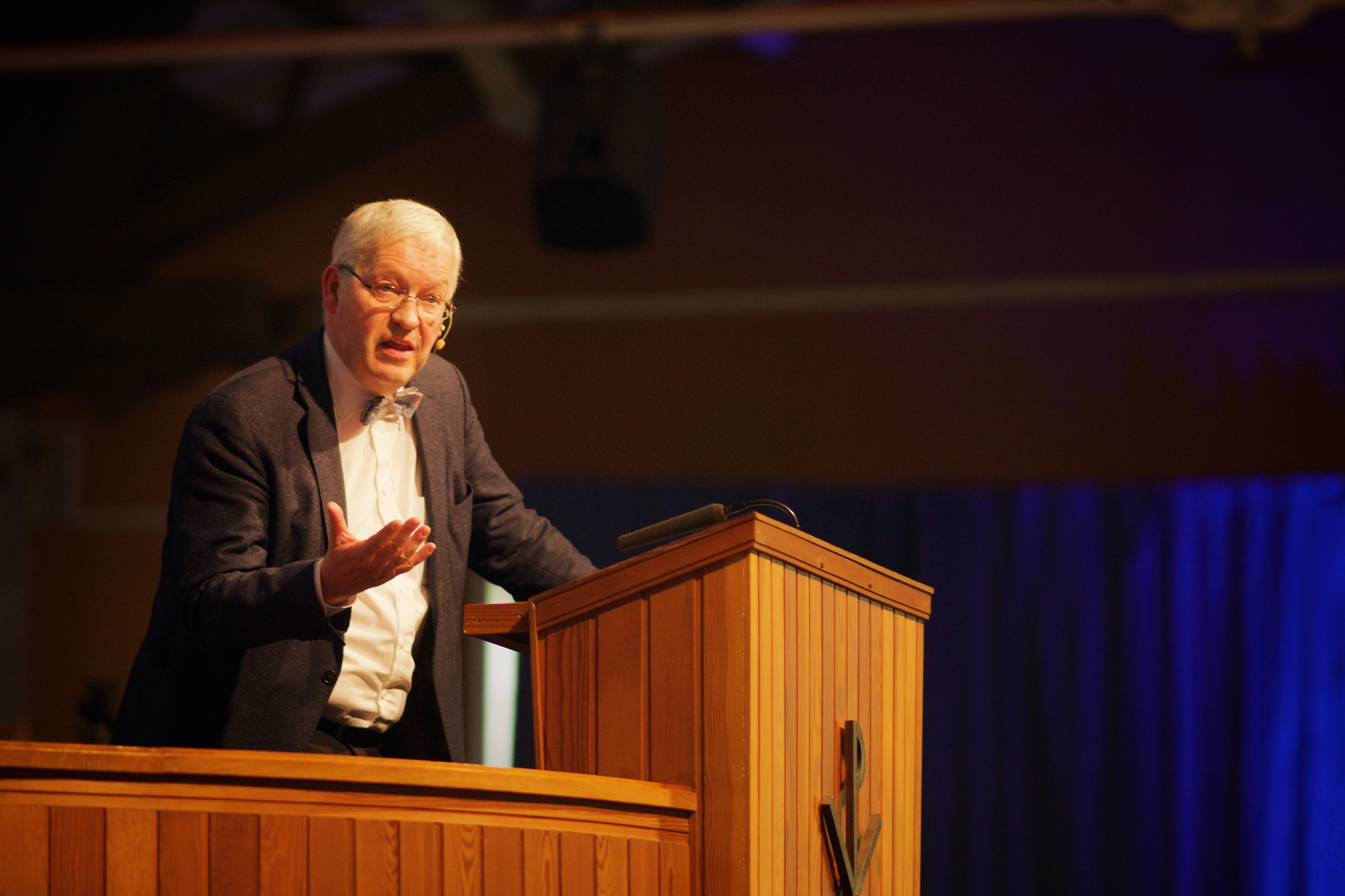
Hartmut Steeb (* 1953)

- Steeb, Johann Gottlieb (1742–1799), deutscher lutherischer Geistlicher und landwirtschaftlicher Schriftsteller
- Steeb, Kerstin (* 1982), deutsche Musiktheaterregisseurin und Bewegungswissenschaftlerin
- Steeb, Rolf (1939–2022), deutscher Fußballspieler
- Steeb, Wilhelm Christian (1788–1871), württembergischer Amtsschreiber und Abgeordneter

### Steed
- Steed, Anthony, britischer Informatiker
- Steed, Graham (1913–1999), britisch-kanadischer Organist
- Steed, Henry Wickham (1871–1956), britischer Journalist und Historiker
- Steed, Jake (* 1972), US-amerikanischer Pornodarsteller
- Steed, Scott (1957–2020), US-amerikanischer Jazzmusiker (Kontrabass)
- Steed, Tom (1904–1983), US-amerikanischer Politiker
- Steede, Kwame (* 1980), bermudischer Fußballspieler
- Steedman, Bertha (1865–1945), britische Tennisspielerin
- Steedman, Ian (* 1941), englischer Ökonom und Hochschullehrer
- Steedman, Mark (* 1946), britischer Linguist und Psychologe
- Steedman, Tony (1927–2001), britischer Schauspieler

### Steeg
- Steeg, Günther (1930–2018), deutscher Journalist
- Steeg, Ludwig (1894–1945), deutscher nationalsozialistischer Politiker, Oberbürgermeister von Berlin
- Steeg, Théodore (1868–1950), französischer Politiker
- Steeg, Wilhelm (1885–1944), deutscher Galvanisierarbeiter und Gegner des Nationalsozialismus
- Steegborn, Clemens (* 1971), deutscher Biochemiker und Professor für Biochemie
- Steege, Johanna ter (* 1961), niederländische SchauspielerinJohanna ter Steege (* 1961)
- Steege, Reinhard (* 1943), deutscher Jurist

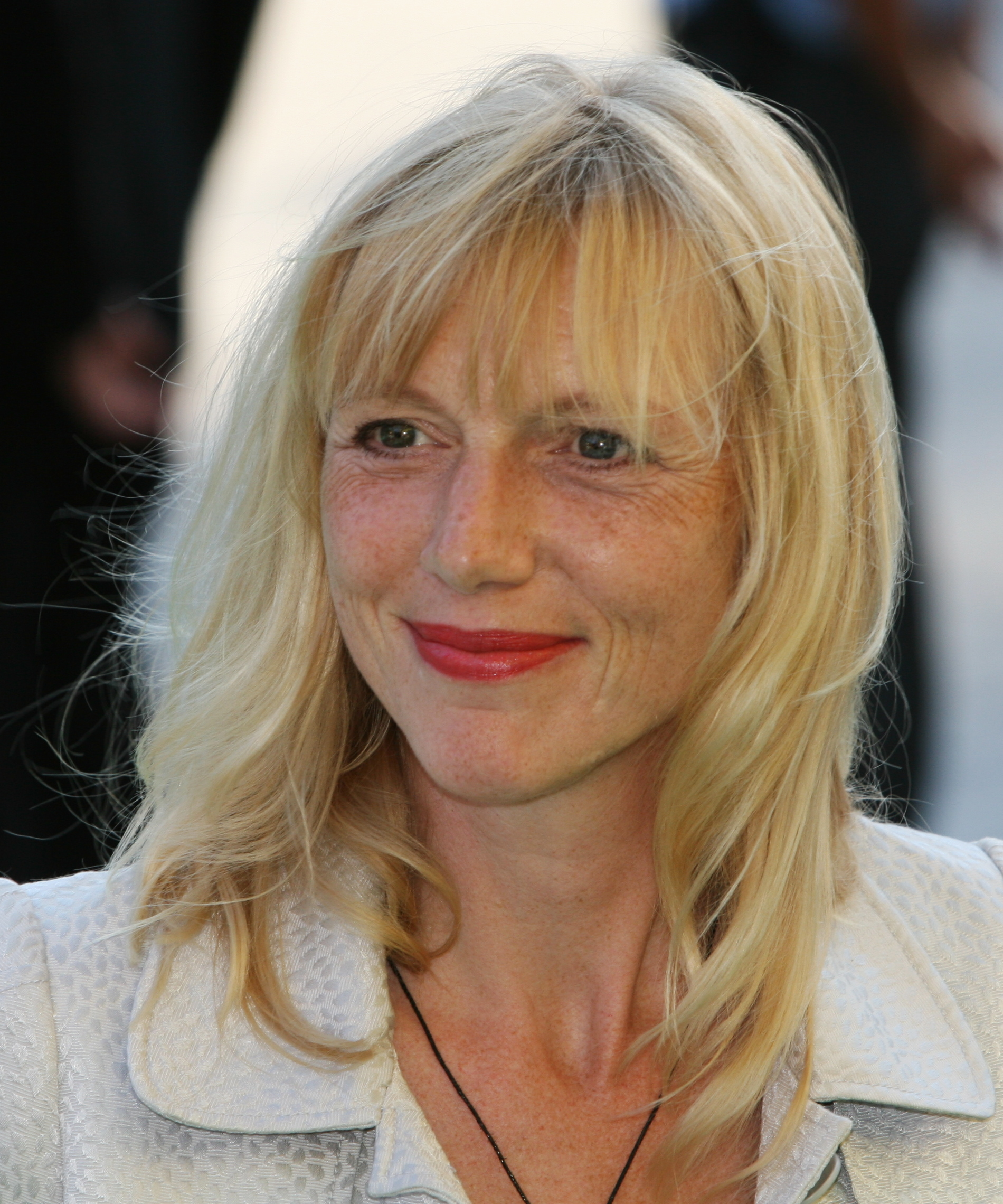
Johanna ter Steege (* 1961)

- Steegemann, Paul (1894–1956), deutscher Verleger
- Steeger, Albert (1885–1958), deutscher Heimatforscher
- Steeger, Horst (* 1932), deutscher Wirtschaftswissenschaftler
- Steeger, Ingrid (1947–2023), deutsche Schauspielerin und SängerinIngrid Steeger (1947–2023)

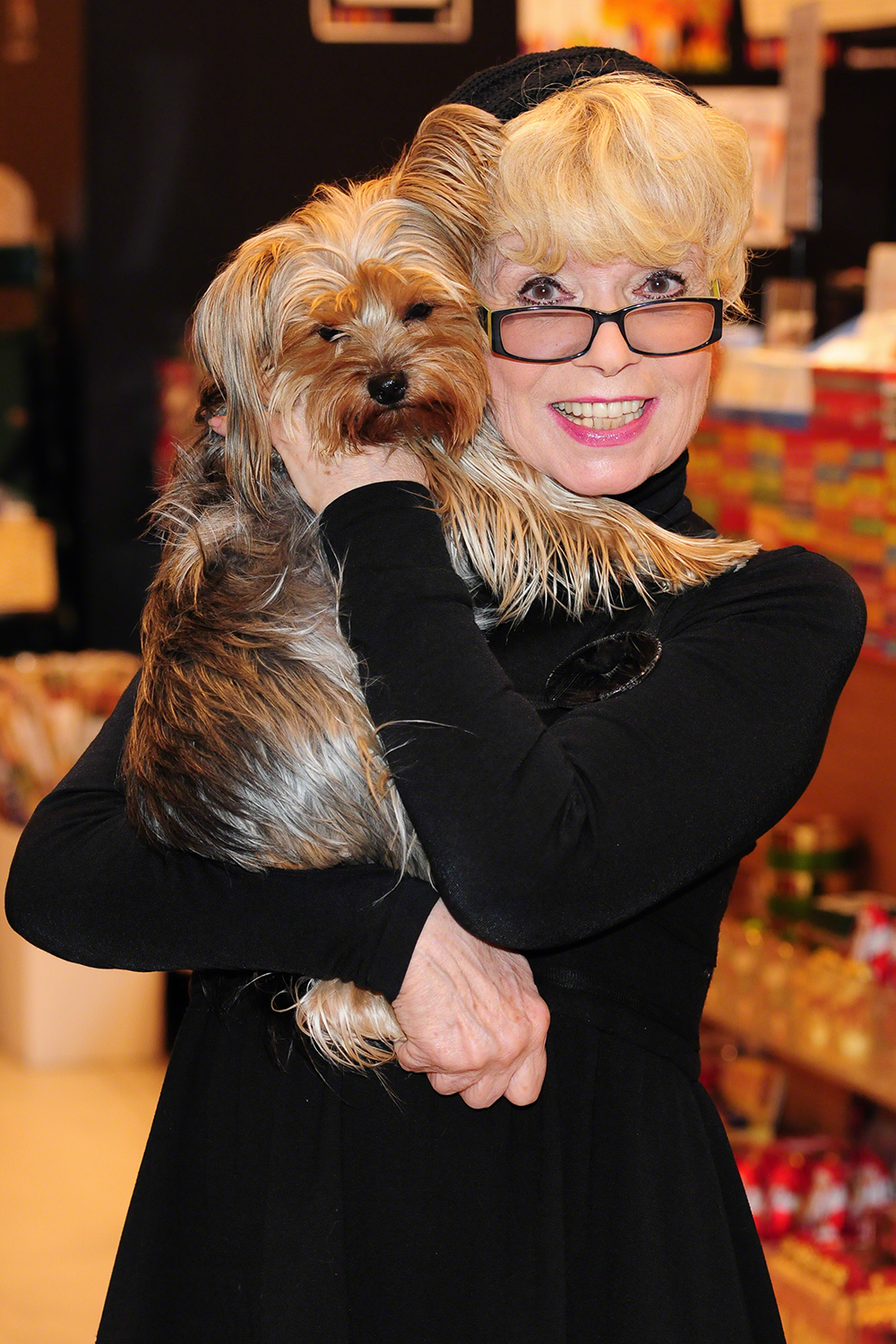
Ingrid Steeger (1947–2023)

- Steeger, Janine (* 1976), deutsche Moderatorin und Journalistin
- Steeger, Josef (1883–1972), deutscher Politiker (CDU), MdL
- Steeger, Julius (1881–1954), deutscher Verleger und Politiker (SPD), MdL
- Steeger, Marco (* 1977), deutscher Schauspieler, Regisseur, Autor und Coach
- Steeger, Werner (* 1958), deutscher Fußballspieler
- Steegers, Robert (* 1968), deutscher Literaturwissenschaftler und Schriftsteller
- Steegh, Gottfried (* 1550), niederländischer Mediziner
- Steegmann, Marcus (* 1981), deutscher Fußballspieler
- Steegmann, Robert (* 1953), französischer Neuzeithistoriker
- Steegmann, Theo (1955–2023), deutscher Stahlwerker, Gewerkschafter und Geschäftsführer
- Steegmans, Christoph (* 1971), deutscher Journalist und Pressesprecher der Bundesregierung
- Steegmans, Gert (* 1980), belgischer Radrennfahrer
- Steegstra, Hessel (* 1978), niederländischer Fußballschiedsrichterassistent

### Steek
- Steekelenburg, Hugo María van (* 1937), niederländischer Geistlicher, emeritierter Bischof von Almenara

### Steel
- Steel, Allan (1858–1914), englischer Cricketspieler
- Steel, Amy (* 1960), US-amerikanische Film- und Fernsehfilmschauspielerin
- Steel, Anthony (1920–2001), britischer SchauspielerAnthony Steel (1920–2001)

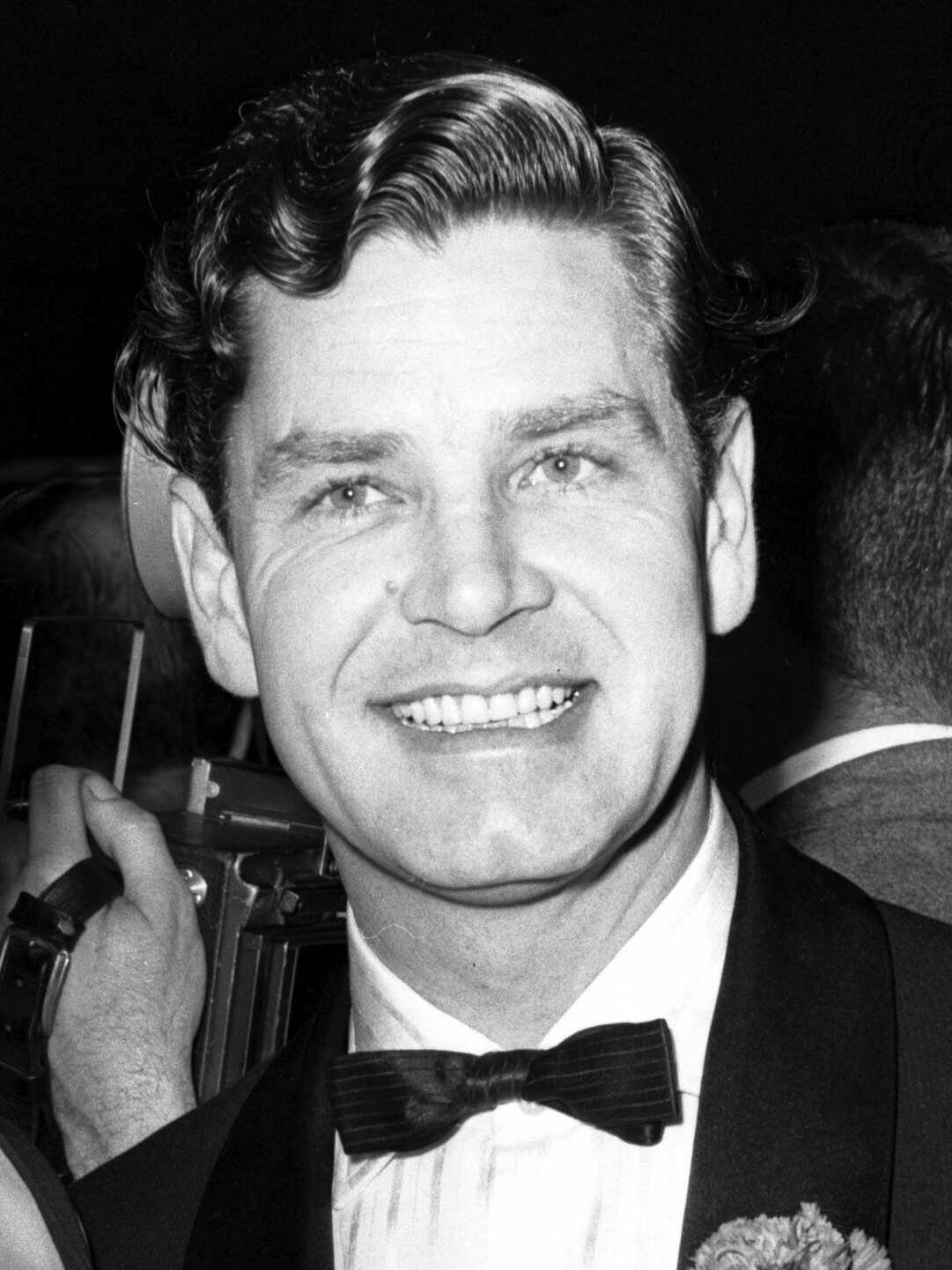
Anthony Steel (1920–2001)

- Steel, Bryan (* 1969), britischer Radrennfahrer
- Steel, Carlos (* 1944), belgischer Klassischer Philologe und Philosophiehistoriker
- Steel, Christopher (1903–1973), britischer Diplomat
- Steel, Danielle (* 1947), US-amerikanische Schriftstellerin
- Steel, David (* 1938), britischer Politiker (Liberal Party), Mitglied des House of Commons
- Steel, Dawn (1946–1997), US-amerikanische Filmstudio-Managerin und Filmproduzentin
- Steel, Dorothy (1926–2021), amerikanische Schauspielerin
- Steel, Duncan I. (* 1955), britischer Astronom und Asteroidenentdecker
- Steel, Eric (* 1964), US-amerikanischer Filmregisseur, Drehbuchautor und Produzent
- Steel, Flora Annie (1847–1929), britische Autorin
- Steel, Gemma (* 1985), britische Langstreckenläuferin
- Steel, George A. (1846–1918), US-amerikanischer Geschäftsmann und Politiker (Republikanische Partei)
- Steel, Harry (1899–1972), US-amerikanischer Ringer
- Steel, Ian (1928–2015), britischer Radrennfahrer
- Steel, Jim (1958–2014), US-amerikanischer Regisseur und Filmproduzent
- Steel, Johannes (1908–1988), deutscher Journalist
- Steel, John Miles (1877–1965), britischer Offizier der Royal Air Force
- Steel, John R. (* 1948), US-amerikanischer Logiker
- Steel, Michelle (* 1955), US-amerikanische Politikerin der Republikanischen Partei
- Steel, Paul (* 1970), neuseeländischer Squashspieler
- Steel, Sam (* 1998), kanadischer Eishockeyspieler
- Steel, Titus (* 1975), rumänischer Pornodarsteller
- Steel, Willie (1908–1990), schottischer Fußballspieler und -trainer
- Steel-Maitland, Arthur (1876–1935), britischer Politiker der Conservative Party, Arbeitsminister
- Steelberg, Eric (* 1977), US-amerikanischer Kameramann
- Steele, Allen (* 1958), US-amerikanischer Journalist und Science-Fiction-Schriftsteller
- Steele, Barbara (* 1937), britische Filmschauspielerin
- Steele, Blue (1893–1971), US-amerikanischer Jazz-Sänger, Posaunist und Bigband-Leader
- Steele, Bob (1907–1988), US-amerikanischer Schauspieler
- Steele, Brian (* 1963), US-amerikanischer Schauspieler
- Steele, Cassie (* 1989), kanadische Schauspielerin und Singer-Songwriterin
- Steele, Chris (* 1966), US-amerikanischer Filmregisseur, Drehbuchautor, Filmproduzent und Pornodarsteller
- Steele, Christopher (* 1964), britischer Agent und Privatdetektiv
- Steele, Colin (* 1968), britischer Jazz-Trompeter
- Steele, Dan (* 1969), US-amerikanischer Zehnkämpfer und Bobfahrer
- Steele, Danny (* 1974), britischer Schauspieler, Synchronsprecher und Komiker
- Steele, Darrin (* 1969), US-amerikanischer Zehnkämpfer, Bobsportler, Sportmanager und -funktionär
- Steele, Edino (* 1987), jamaikanischer Sprinter
- Steele, Erica, US-amerikanische Filmproduzentin und Filmeditorin
- Steele, Fletcher (1885–1971), amerikanischer Landschaftsarchitekt und Autor
- Steele, Florence (1857–1948), britische Bildhauerin, Metallkünstlerin und Designerin
- Steele, Francis Marion (1866–1936), US-amerikanischer Fotograf
- Steele, Frank (1905–1992), kanadischer Eishockeyspieler
- Steele, Freddie (1912–1984), US-amerikanischer Boxer und Filmschauspieler
- Steele, Freddie (1916–1976), englischer Fußballspieler und -trainer
- Steele, Frederic Dorr (1873–1944), US-amerikanischer Illustrator
- Steele, Frederick (1819–1868), US-amerikanischer Generalmajor
- Steele, George (1937–2017), US-amerikanischer WrestlerGeorge Steele (1937–2017)

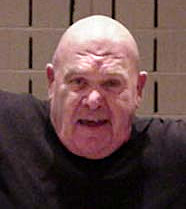
George Steele (1937–2017)

- Steele, George Washington (1839–1922), US-amerikanischer Politiker (Republikanische Partei) und Gouverneur von Oklahoma
- Steele, Gile (1908–1952), US-amerikanischer Kostümbildner
- Steele, Guy Lewis junior (* 1954), US-amerikanischer Informatiker
- Steele, Hannah, britische Schauspielerin
- Steele, Henry Joseph (1860–1933), US-amerikanischer Politiker
- Steele, Isobel (1910–1998), US-amerikanische Journalistin und Schauspielerin
- Steele, James (1894–1975), britischer General und Hochkommissar in Österreich
- Steele, Jason (* 1990), englischer Fußballspieler
- Steele, Jevetta (* 1963), US-amerikanische Gospelmusikerin und Sängerin
- Steele, Joe (1899–1964), US-amerikanischer Jazzpianist und Arrangeur
- Steele, John (1764–1815), US-amerikanischer Politiker
- Steele, John (1909–1996), US-amerikanischer Skispringer
- Steele, John (1912–1969), US-amerikanischer Fallschirmjäger
- Steele, John B. (1814–1866), US-amerikanischer Jurist und Politiker
- Steele, John H. (1926–2013), britischer Mathematiker und Meereskundler
- Steele, John Hardy (1789–1865), US-amerikanischer Politiker
- Steele, John M., britischer Wissenschaftshistoriker
- Steele, John Nevett (1796–1853), US-amerikanischer Politiker
- Steele, Karen (1931–1988), US-amerikanische Schauspielerin
- Steele, Leslie Jasper (1868–1929), US-amerikanischer Politiker
- Steele, Lexington (* 1969), US-amerikanischer Pornodarsteller und -regisseur
- Steele, Lisa (* 1947), US-amerikanisch-kanadische Pionierin der Videokunst
- Steele, Louis John (1842–1918), neuseeländischer Maler
- Steele, Lucy (* 1969), kanadische Skilangläuferin
- Steele, Luke (* 1979), australischer Sänger und SongwriterLuke Steele (* 1979)

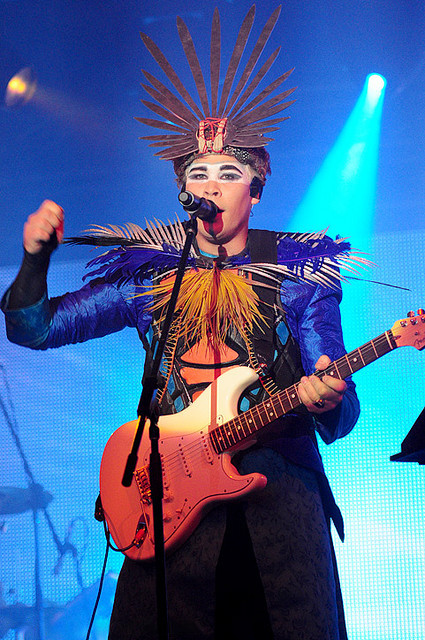
Luke Steele (* 1979)

- Steele, Luke (* 1984), englischer Fußballspieler
- Steele, Marjorie (1930–2018), irische Schauspielerin und Bildhauerin
- Steele, Michael (* 1955), US-amerikanische Musikerin
- Steele, Michael (* 1958), US-amerikanischer Politiker
- Steele, Michelle (* 1986), australische Skeletonpilotin
- Steele, Nick (* 1980), US-amerikanisch-australisches Model und Schauspieler
- Steele, Nickolas, grenadischer Politiker
- Steele, Paul (* 1957), kanadischer Ruderer
- Steele, Peter (1962–2010), US-amerikanischer MusikerPeter Steele (1962–2010)

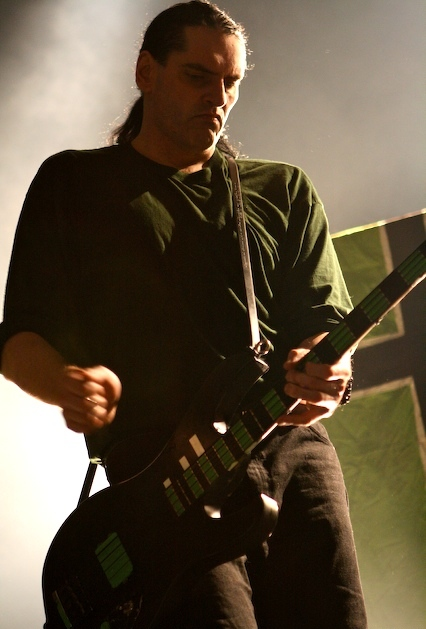
Peter Steele (1962–2010)

- Steele, Richard (1672–1729), irischer Schriftsteller
- Steele, Richard (* 2004), Fußballspieler der Nördlichen Marianen
- Steele, Riley (* 1987), US-amerikanische Pornodarstellerin
- Steele, Robert H. (* 1938), US-amerikanischer Politiker
- Steele, Rocco, US-amerikanischer homosexueller Pornodarsteller und Unternehmer mit italienischen Wurzeln
- Steele, Ron (* 1953), US-amerikanischer Skispringer
- Steele, Saar (* 1984), israelischer Tennisspieler
- Steele, Sam (1848–1919), kanadischer Polizist und Offizier
- Steele, Sarah (* 1988), US-amerikanische Schauspielerin
- Steele, Scott (* 1958), US-amerikanischer Windsurfer
- Steele, Sean (* 1963), irischer Journalist
- Steele, Sydnee (* 1968), US-amerikanische PornodarstellerinSydnee Steele (* 1968)

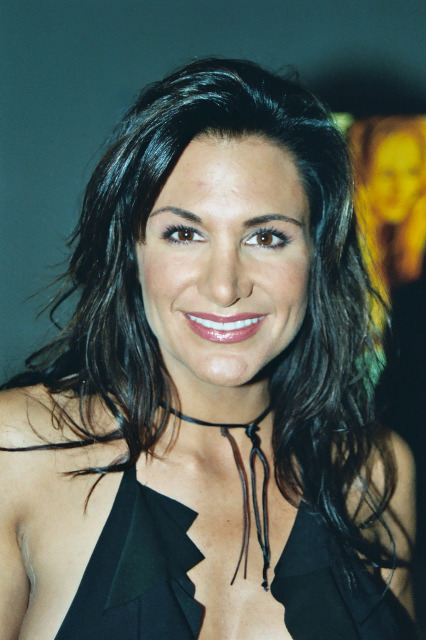
Sydnee Steele (* 1968)

- Steele, T. C. (1847–1926), US-amerikanischer Maler und Vertreter des amerikanischen Impressionismus
- Steele, Thomas J. (1853–1920), US-amerikanischer Politiker
- Steele, Tom (1905–1979), schottischer Politiker
- Steele, Tommy (* 1936), britischer Sänger, Schauspieler und Entertainer
- Steele, Valerie (* 1955), US-amerikanische Modehistorikerin und Kuratorin
- Steele, Vernon (1882–1955), US-amerikanischer Schauspieler
- Steele, Walter Leak (1823–1891), US-amerikanischer Politiker
- Steele, William G. (1820–1892), US-amerikanischer Politiker
- Steele, William M. (* 1945), US-amerikanischer Offizier, Generalleutnant der US-Army
- Steele, William Randolph (1842–1901), US-amerikanischer Politiker
- Steele, Willie (1923–1989), US-amerikanischer Leichtathlet
- Steele-Perkins, Crispian (* 1944), englischer Trompeter
- Steelman, Alan (* 1942), US-amerikanischer Politiker
- Steelman, John R. (1900–1999), US-amerikanischer Soziologe, Ökonom, Hochschullehrer und Stabschef des Weißen Hauses
- Steelman, Tyler (* 1990), US-amerikanischer Schauspieler
- Steelmann, Caspar Heinrich (1766–1836), Bochumer Bürgermeister
- Steels, Claire (* 1986), britische Radrennfahrerin
- Steels, Stijn (* 1989), belgischer Radrennfahrer
- Steels, Tom (* 1971), belgischer RadrennfahrerTom Steels (* 1971)

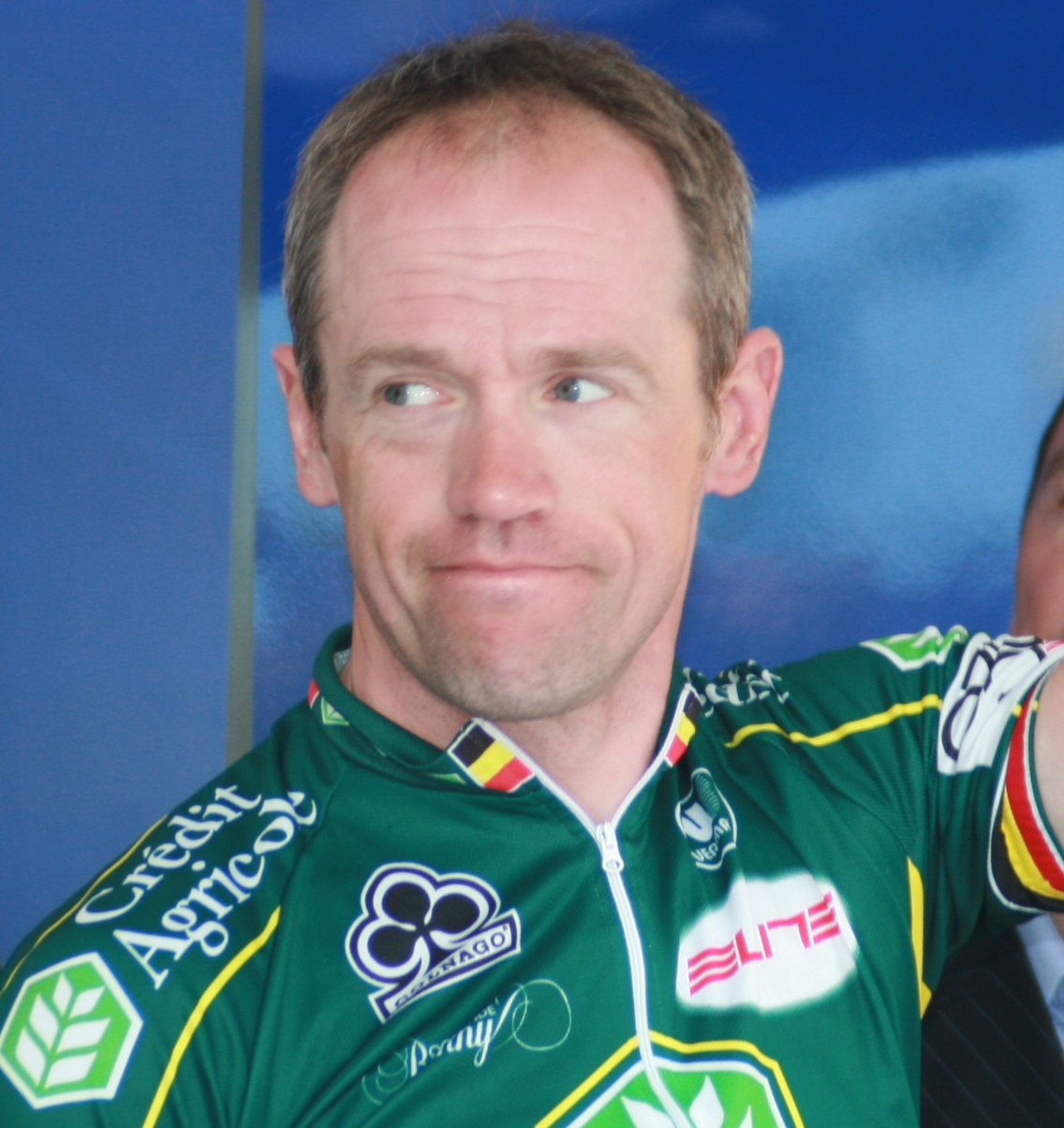
Tom Steels (* 1971)

### Steem
- Steeman, Victor (2000–2022), niederländischer Motorradrennfahrer

### Steen
- Steen de Jehay Charles van den (1781–1846), belgischer Botschafter
- Steen Hansen, Synne (* 1993), norwegische Skispringerin
- Steen Knudsen, Ragni (* 1995), norwegische Volleyballspielerin
- Steen, Aksel (1849–1915), norwegischer Meteorologe
- Steen, Alexander (* 1984), schwedisch-kanadischer Eishockeyspieler
- Steen, Alfred (1896–1949), norwegischer Schwimmer
- Steen, Andreas Myran (* 1988), norwegischer Skilangläufer
- Steen, Anitra (* 1949), schwedische Unternehmerin
- Steen, Antje-Marie (1937–2024), deutsche Politikerin (SPD), MdB
- Steen, Antoon van der (1936–2019), niederländischer Radrennfahrer
- Steen, Bodil (1923–1979), dänische Schauspielerin
- Steen, Cassandra (* 1980), US-amerikanische Pop- und R&B-Sängerin
- Steen, Charles (1919–2006), US-amerikanischer Geologe, der eine ergiebige Uranlagerstätte in Utah während des Uran Booms in den frühen 1950er Jahren entdeckte
- Steen, Dave (* 1942), kanadischer Kugelstoßer und Diskuswerfer
- Steen, Dave (* 1959), kanadischer Zehnkämpfer
- Steen, Felix van der (* 1967), niederländischer Fußballspieler
- Steen, Franciscus van der († 1672), niederländischer Maler
- Steen, Gerhard (1923–1990), deutscher Politiker (SPD), MdL
- Steen, Iris Mareike (* 1991), deutsche SchauspielerinIris Mareike Steen (* 1991)

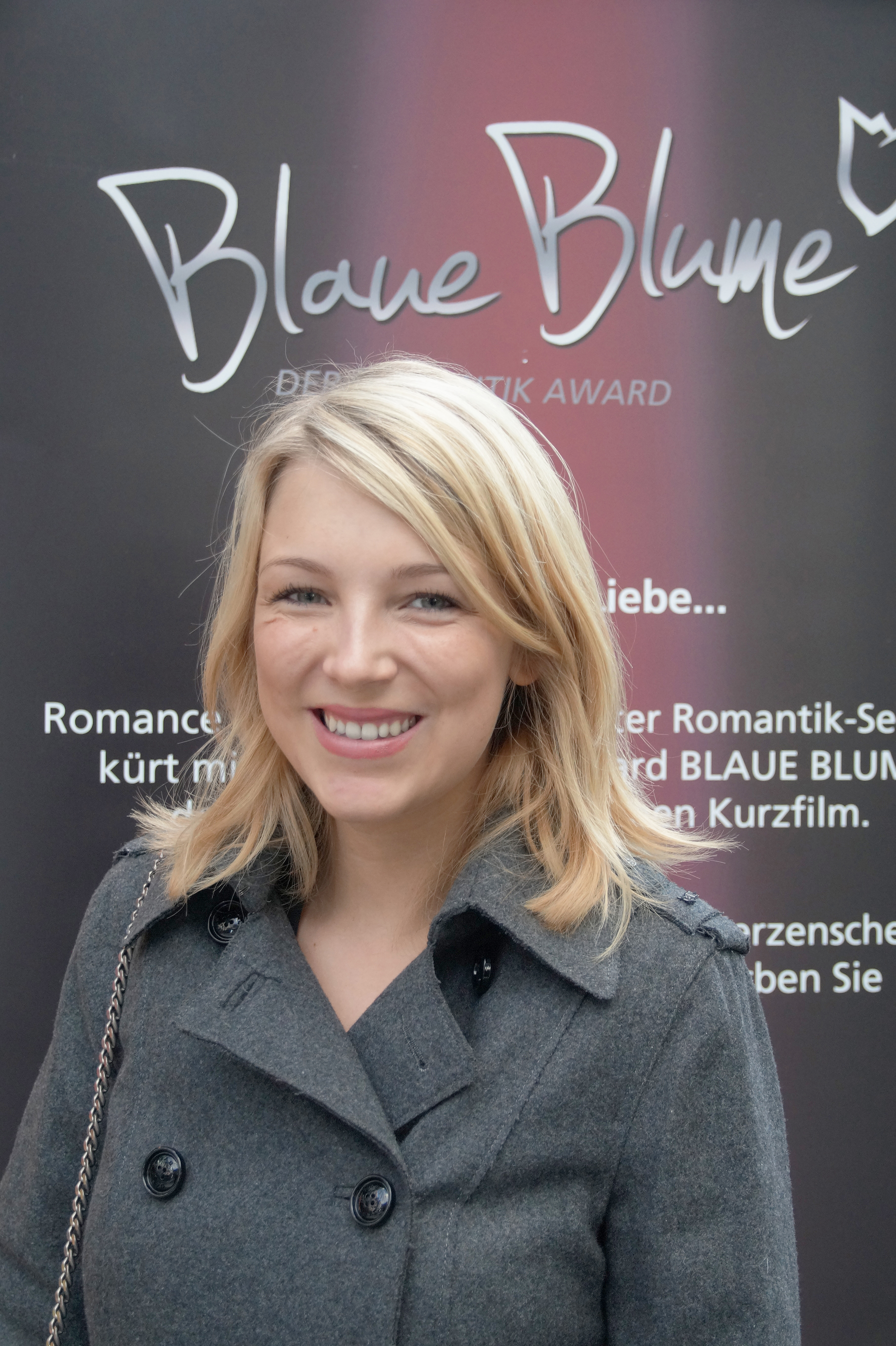
Iris Mareike Steen (* 1991)

- Steen, Jac van (* 1956), niederländischer Dirigent
- Steen, James (1876–1949), US-amerikanischer Wasserballspieler
- Steen, Jan, holländischer Maler
- Steen, Jessica (* 1965), kanadische SchauspielerinJessica Steen (* 1965)

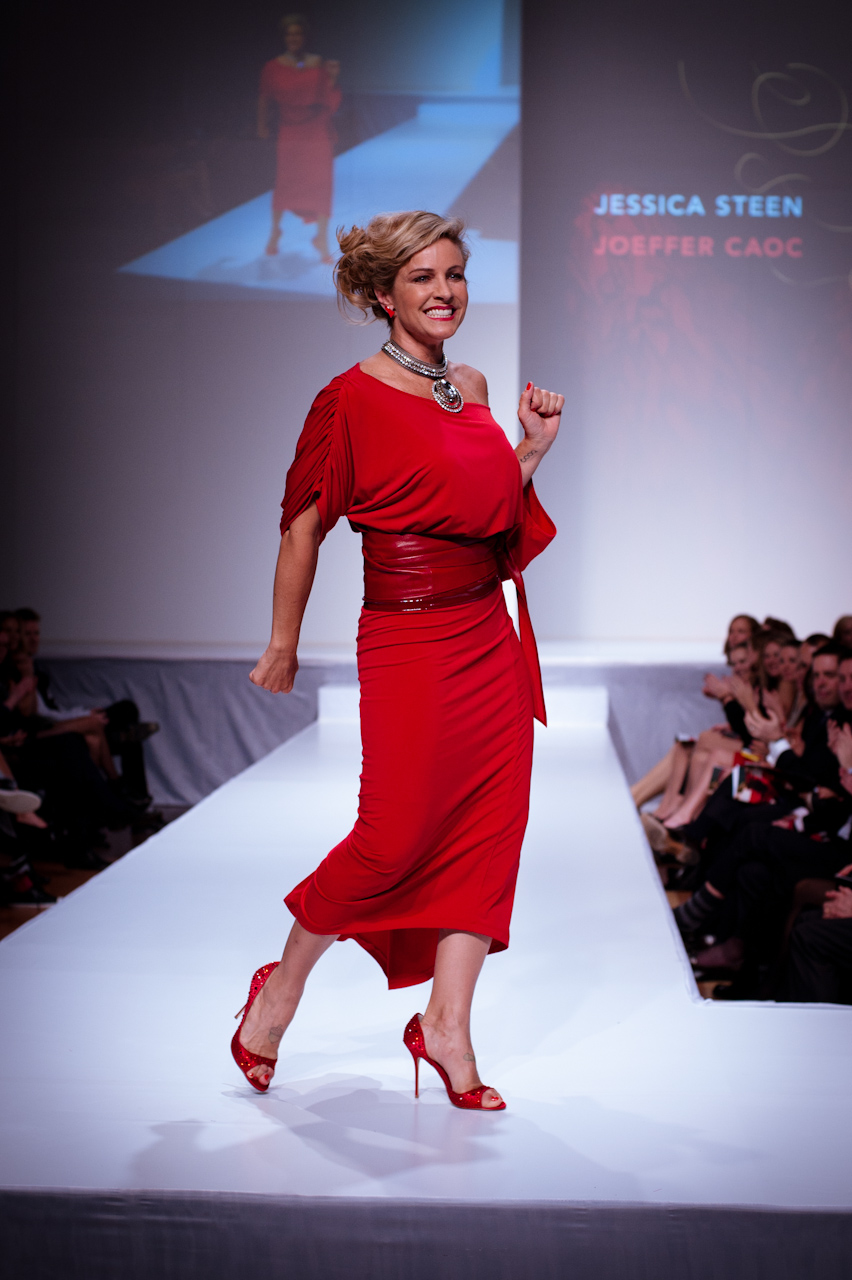
Jessica Steen (* 1965)

- Steen, Johannes (1827–1906), norwegischer Politiker (Venstre), Mitglied des Storting
- Steen, Knut (1924–2011), norwegischer Bildhauer
- Steen, Lynn Arthur (1941–2015), US-amerikanischer Mathematiker und Mathematikpädagoge
- Steen, Marguerite (1894–1975), englische Schriftstellerin
- Steen, Mary (1856–1939), dänische Fotografin und Feministin
- Steen, Matthew (* 1949), US-amerikanischer politischer Autor und Aktivist
- Steen, Max (1898–1997), deutscher Lehrer und Heimatforscher
- Steen, Menna (1907–1990), deutsche Pfarrfrau und Widerstandskämpferin gegen den Nationalsozialismus
- Steen, Michael, deutscher Mediziner
- Steen, Niels Jørgen (* 1939), dänischer Pianist und Musiker
- Steen, Nikolaj (* 1967), dänischer Musiker, Schauspieler und Regisseur
- Steen, Nora (* 1976), evangelisch-lutherische Bischöfin
- Steen, Paprika (* 1964), dänische Schauspielerin und Filmregisseurin
- Steen, Paul (1905–1938), deutscher Politiker (KPD)
- Steen, Peter (1936–2013), dänischer Schauspieler
- Steen, Philipp (* 1977), deutscher Jazz-Bassist (Kontrabass und E-Bass)
- Steen, Reiulf (1933–2014), norwegischer Politiker
- Steen, Roger (* 1992), US-amerikanischer Kugelstoßer
- Steen, Søren (* 1942), dänischer Film- und Theaterschauspieler
- Steen, Thomas (* 1960), schwedischer Eishockeyspieler, -trainer und -scout, kanadischer Politiker
- Steen, Thorvald (* 1954), norwegischer Schriftsteller
- Steen, Tidemann († 1441), Bürgermeister der Hansestadt Lübeck
- Steen, Uffe (* 1954), dänischer Jazz- und Bluesmusiker (Gitarre)
- Steen, Wenche (* 1952), norwegische Schauspielerin, Model und Redakteurin
- Steen-Andersen, Simon (* 1976), dänischer Komponist und Installationskünstler
- Steen-McIntyre, Virginia (* 1936), US-amerikanische Geologin
- Steen-Nøkleberg, Einar (* 1944), norwegischer Pianist
- Steenaerts, Gino (* 2005), Schweizer HandballspielerGino Steenaerts (* 2005)

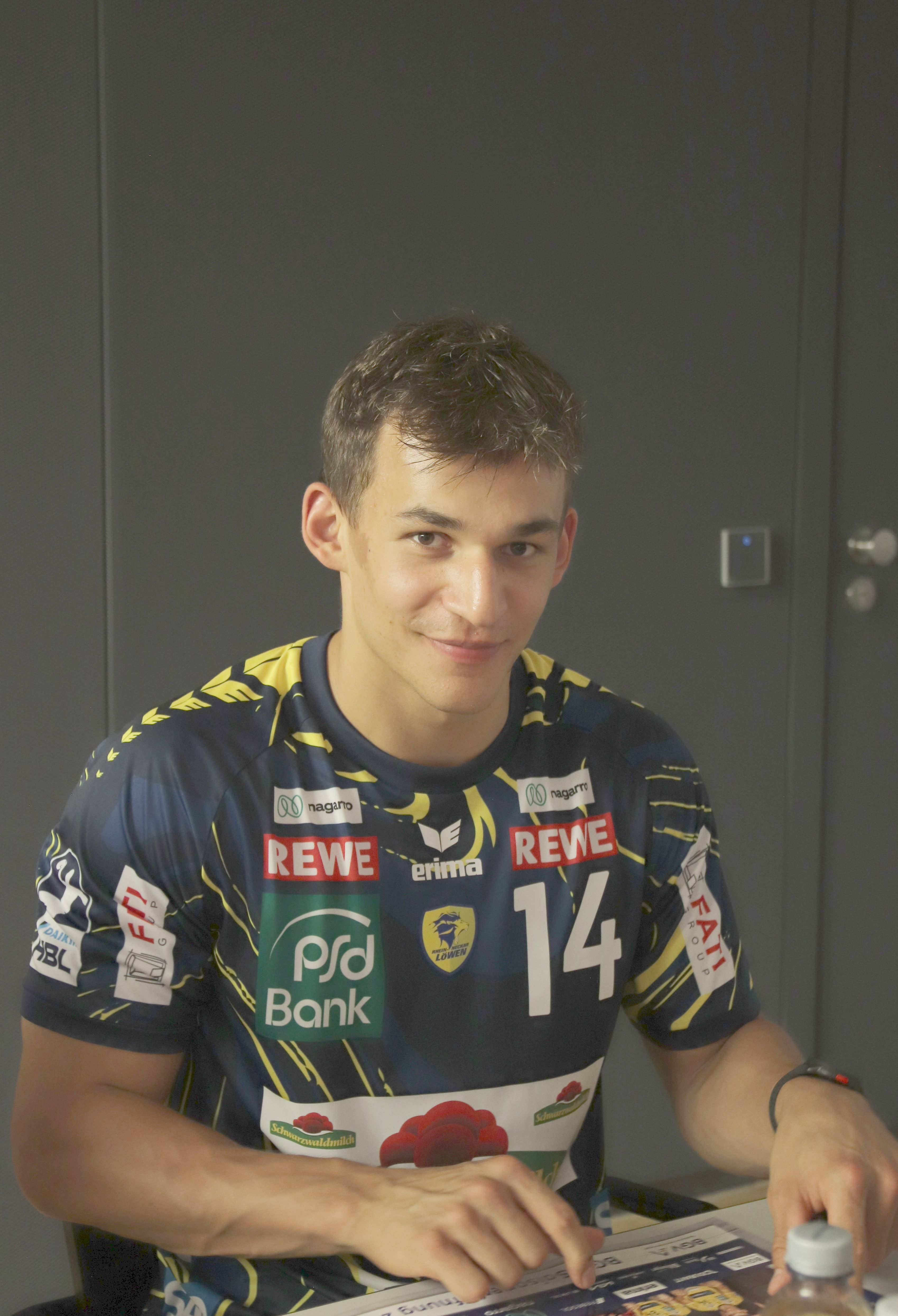
Gino Steenaerts (* 2005)

- Steenbeck, Max (1904–1981), deutscher Physiker
- Steenbeck, Wilhelm (1896–1975), deutscher Ingenieur
- Steenberg, Beatrix (* 1976), südafrikanische Leichtathletin
- Steenberg, Carl Junius Optatus (1812–1872), dänischer Missionar und Hochschulleiter
- Steenberg, Irenei (* 1978), US-amerikanischer russisch-orthodoxer Bischof der russischen orthodoxen Auslandskirche
- Steenberg, Per (1870–1947), norwegischer Organist und Komponist
- Steenberg, Sven (1905–1994), deutsch-baltischer Schriftsteller, Drehbuchautor und Jurist
- Steenberg, Ulrich (* 1946), deutscher Pädagoge, Studiendirektor, Diakon und Fachbuchautor
- Steenbergen, Albertus (1814–1900), niederländischer Maler und Schriftsteller
- Steenbergen, Carsten (* 1973), deutscher Roman- und Drehbuchautor
- Steenbergen, Jan (1676–1730), Instrumentenbauer
- Steenbergen, Jan van (* 1970), niederländischer Linguist
- Steenbergen, Johan (1886–1967), niederländischer Unternehmer
- Steenbergen, Marrit (* 2000), niederländische SchwimmerinMarrit Steenbergen (* 2000)

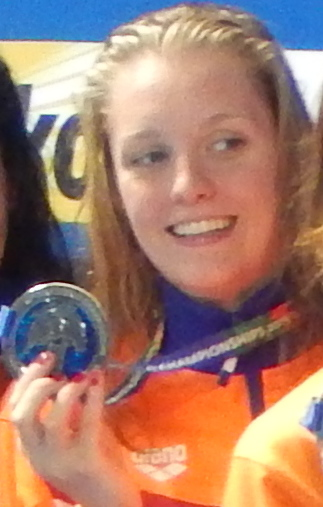
Marrit Steenbergen (* 2000)

- Steenbergen, Paul (1907–1989), niederländischer Schauspieler
- Steenbergen, Piet (1928–2010), niederländischer Fußballspieler
- Steenbergen, Quinta (* 1985), niederländische Volleyball-Nationalspielerin
- Steenbergen, Tyler (* 1998), kanadischer Eishockeyspieler
- Steenberghe, Florentine (* 1967), niederländische Hockeyspielerin
- Steenberghe, Maximilian (1899–1972), niederländischer Politiker
- Steenblock, Rainder (* 1948), deutscher Politiker (Bündnis 90/Die Grünen), MdB, MdL
- Steenblock, Volker (1958–2018), deutscher Philosoph
- Steenbock, Harry (1886–1967), US-amerikanischer Biochemiker
- Steenbock, Johannes (1894–1974), deutscher Konteradmiral (Ing.) der Kriegsmarine
- Steenbock, Sievert (1822–1904), mecklenburgischer Ornithologe, Präparator, Maler und Fotograf
- Steenbrink, Joseph (* 1947), niederländischer Mathematiker
- Steenbuck, Sievert († 1624), norddeutscher Glashüttenbesitzer
- Steenburgen, Mary (* 1953), US-amerikanische SchauspielerinMary Steenburgen (* 1953)

Mary Steenburgen (* 1953)

- Steenerson, Halvor (1852–1926), US-amerikanischer Politiker
- Steenfatt, Margret (1935–2021), deutsche Schriftstellerin
- Steenflycht, Johann von (1681–1758), königlich schwedischer Generallieutenant, Kommandant der Hamburger Garde
- Steenge, Renée Marie (* 1998), kanadische Shorttrackerin
- Steengracht von Moyland, Gustav Adolf (1902–1969), deutscher Jurist im Diplomatischen Dienst
- Steengrafe, Otto (1877–1948), deutscher Jurist und Politiker
- Stéenhoff, Frida (1865–1945), schwedische Schriftstellerin und Frauenrechtlerin
- Steenhoff, Wilhelmus Johannes (1863–1932), niederländischer Kunstkritiker und Kunsthistoriker
- Steenholdt, Alibak (1934–2012), grönländischer Verwaltungsjurist und Beamter
- Steenholdt, Konrad (* 1942), grönländischer Politiker (Atassut) und Lehrer
- Steenholdt, Nathanael (1874–1919), grönländischer Landesrat
- Steenholdt, Otto (1936–2016), grönländischer Politiker (Atassut), Lehrer und Autor
- Steenholdt, Vittus (1808–1862), dänisch-grönländischer Katechet, Hochschullehrer und Übersetzer
- Steenhoven, Karel van (* 1958), niederländischer Blockflötist, Komponist, Hochschullehrer
- Steenhuis, Guusje (* 1992), niederländische Judoka
- Steenhuis, Rob (1949–2018), niederländischer Architekt
- Steenhuisen, John (* 1976), südafrikanischer Politiker (Democratic Alliance)John Steenhuisen (* 1976)

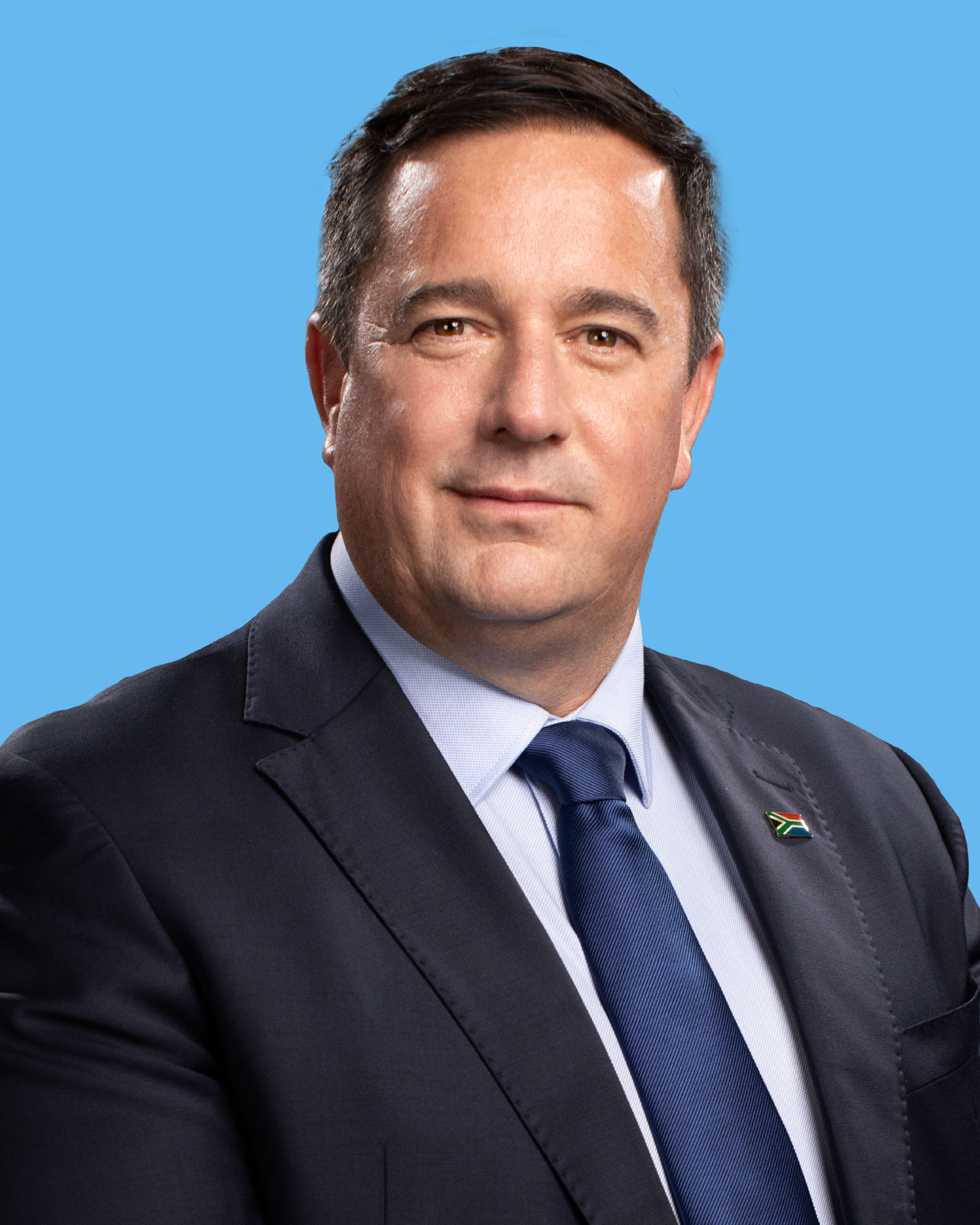
John Steenhuisen (* 1976)

- Steenis, Cornelis Gijsbert Gerrit Jan van (1901–1986), niederländischer Botaniker
- Steenis, Niels van (* 1969), niederländischer Ruderer
- Steenkamp, Piet (1925–2016), niederländischer Politiker
- Steenkamp, Reeva (1983–2013), südafrikanisches Model
- Steenkamp, Rikenette (* 1992), südafrikanische Hürdenläuferin
- Steenkamp, Sanet (* 1972), namibische Ministerin und Lehrerin
- Steenke, Georg (1801–1884), deutscher Wasserbauingenieur und preußischer Baubeamter
- Steenke, Johann Friedrich († 1818), Initiator des ersten See-Rettungsdienstes
- Steenken, Eduard H. (1910–1989), deutsch-schweizerischer Journalist, Übersetzer, Herausgeber und Autor
- Steenken, Hartwig (1941–1978), deutscher Springreiter
- Steenken, Valerie (* 1999), deutsche Violinistin
- Steenman, Mitchel (* 1984), niederländischer Ruderer
- Steenoven, Cornelius († 1725), erster alt-katholischer Erzbischof von Utrecht
- Steenrod, Lewis (1810–1862), US-amerikanischer Politiker
- Steenrod, Norman (1910–1971), US-amerikanischer Mathematiker
- Steens, Ron (1952–2024), niederländischer Hockeyspieler
- Steens, Tim (* 1955), niederländischer Hockeyspieler
- Steensby, Hans Peder (1875–1920), dänischer Ethnograph
- Steensel, Leendert van (* 1984), niederländischer Fußballspieler
- Steenselen, Adrie van (1929–2018), niederländischer Radrennfahrer
- Steensen, André (* 1987), dänischer Radrennfahrer
- Steensen, Georg von (1734–1812), preußischer Generalleutnant, Chef des Infanterieregiments Nr. 50, Gouverneur der Festung Neisse
- Steensen, Jakob Kudsk (* 1987), dänischer Künstler
- Steensen, Karl (1883–1957), deutscher Politiker (CDU), MdL
- Steensen, Thomas (* 1951), deutscher Historiker
- Steensen-Leth, Bodil (* 1945), dänische Schriftstellerin
- Steensma, Jay (1941–1994), US-amerikanischer Maler
- Steensnæs, Einar (* 1942), norwegischer Politiker
- Steenson, Jeffrey N. (* 1952), US-amerikanischer Bischof der Episkopalkirche
- Steenstrup, Henriette (* 1974), norwegische Schauspielerin
- Steenstrup, Japetus (1813–1897), dänischer Hochschullehrer und Naturforscher (Botaniker, Zoologe und Prähistoriker)
- Steenstrup, Knud Johannes Vogelius (1842–1913), dänischer Geologe
- Steenstrup, Peter Severin (1807–1863), norwegischer Unternehmer
- Steentoft, Elsebeth (* 1943), dänische Schauspielerin
- Steenvag, Marlene von (* 1980), Vertreterin des New BurlesqueMarlene von Steenvag (* 1980)

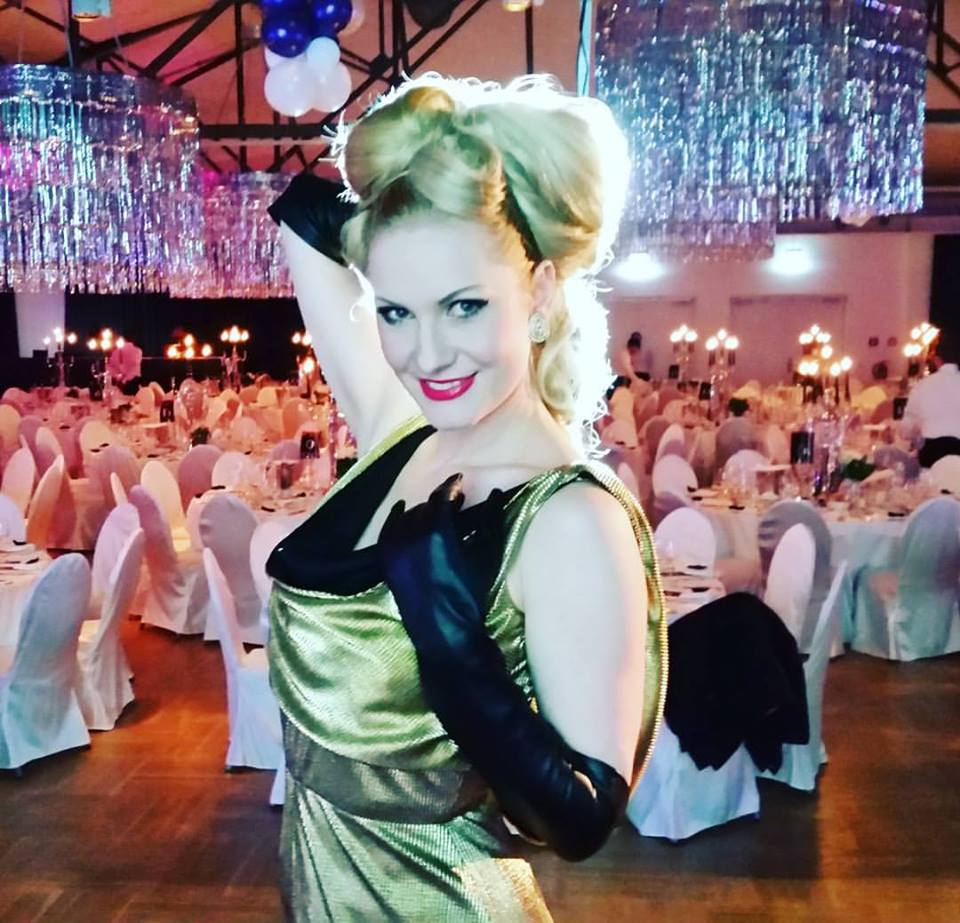
Marlene von Steenvag (* 1980)

- Steenvoorden, Piet (1935–1989), niederländischer Radrennfahrer
- Steenwijck, Harmen, niederländischer Stilllebenmaler
- Steenwijck, Pieter, niederländischer Maler und Zeichner
- Steenwijk, Jenske (* 2004), niederländische Fußballspielerin
- Steenwijk, Susanna van, niederländische Architekturmalerin
- Steenwinckel, Hans van († 1700), dänischer Architekt und Bildhauer
- Steenwinckel, Hans van, der Ältere († 1601), flämischer Baumeister und Bildhauer, der als Königlicher Baumeister in dänischen Diensten stand
- Steenwinckel, Hans van, der Jüngere (1587–1639), dänischer Baumeister und Bildhauer
- Steenwinckel, Willem van, dänischer Architekt und Baumeister
- Steenwinkel, Laurens van († 1585), Stadtbaumeister von Emden
- Steenwinkel, Maan de (* 1997), niederländische Sängerin
- Steenwyck, Gerhard van, holländischer Stillleben- und Genremaler
- Steenwyck, Hendrick van der Ältere, niederländischer Maler
- Steenwyck, Hendrick van der Jüngere, niederländischer Architekturmaler
- Steenwyk, Cornelius Van (1626–1684), Bürgermeister von New York City

### Steep
- Steep, Frederick (1874–1956), kanadischer Fußballspieler und Olympiasieger
- Steeples, Eddie (* 1973), US-amerikanischer Schauspieler
- Steeples, John (1959–2019), englischer Fußballspieler
- Steeples, Lemuel (1956–1980), US-amerikanischer Boxer

### Steer
- Steer, Anton (1935–2024), deutscher General
- Steer, Bill (* 1969), britischer GitarristBill Steer (* 1969)

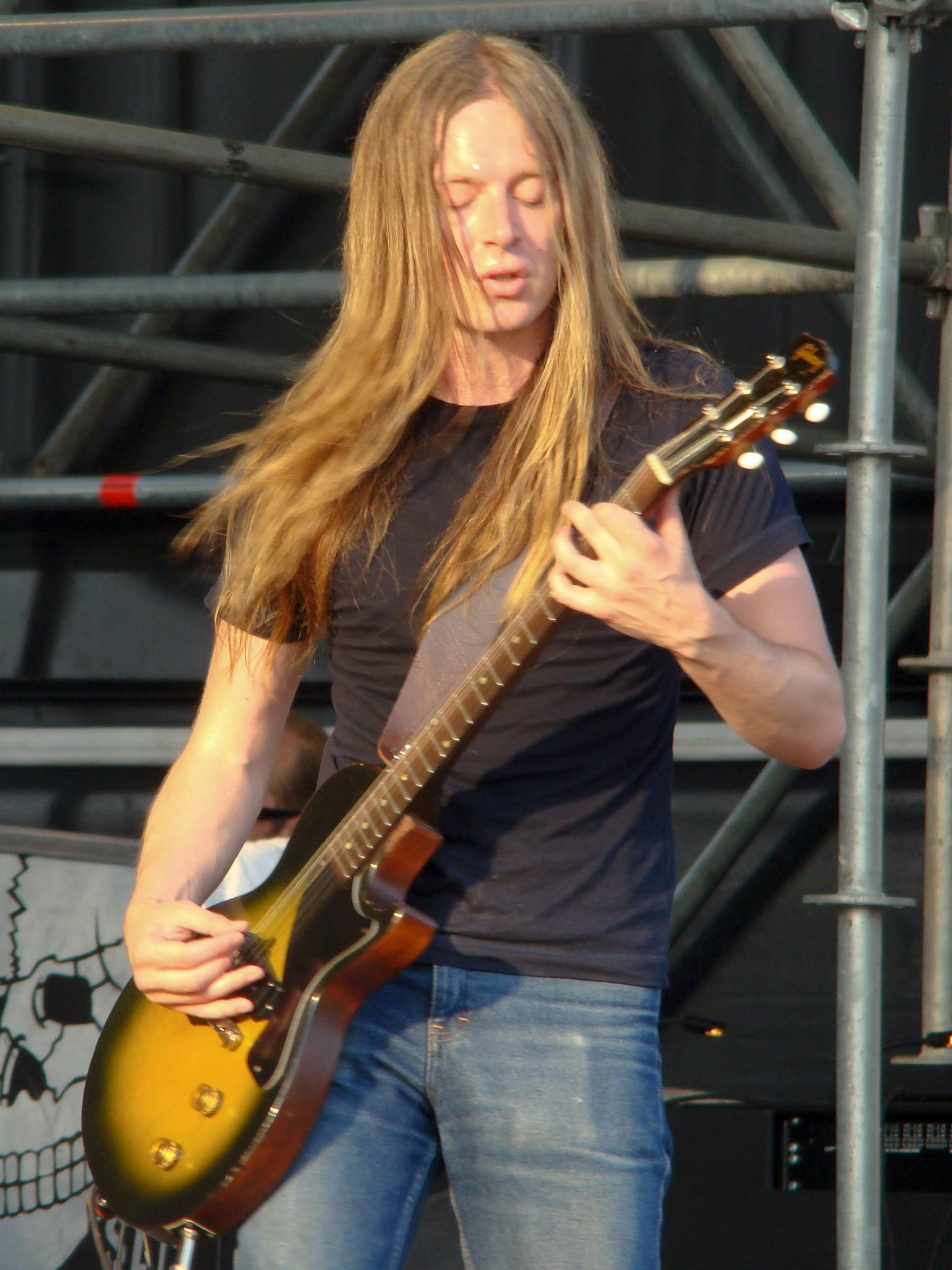
Bill Steer (* 1969)

- Steer, Erich (* 1956), deutscher Fußballspieler
- Steer, Franz (* 1958), deutscher Eishockeyspieler und -trainer
- Steer, Hannelore (* 1943), deutsche Journalistin und Afrikanistin
- Steer, Irene (1889–1977), britische Freistil-Schwimmerin
- Steer, Jed (* 1992), englischer Fußballtorhüter
- Steer, Max (1931–2009), deutscher Bürgermeister (CSU)
- Steer, Philip Wilson (1860–1942), britischer Maler von Landschaften, Seestücken und Porträts sowie Kunstpädagoge
- Steer, Rachel (* 1978), US-amerikanische Biathletin
- Steer, Teri (* 1975), US-amerikanische Kugelstoßerin
- Steere, Joseph Beal (1842–1940), US-amerikanischer Ornithologe und Forschungsreisender
- Steere, Richard (1909–2001), US-amerikanischer Florettfechter
- Steers, Burr (* 1965), US-amerikanischer SchauspielerBurr Steers (* 1965)

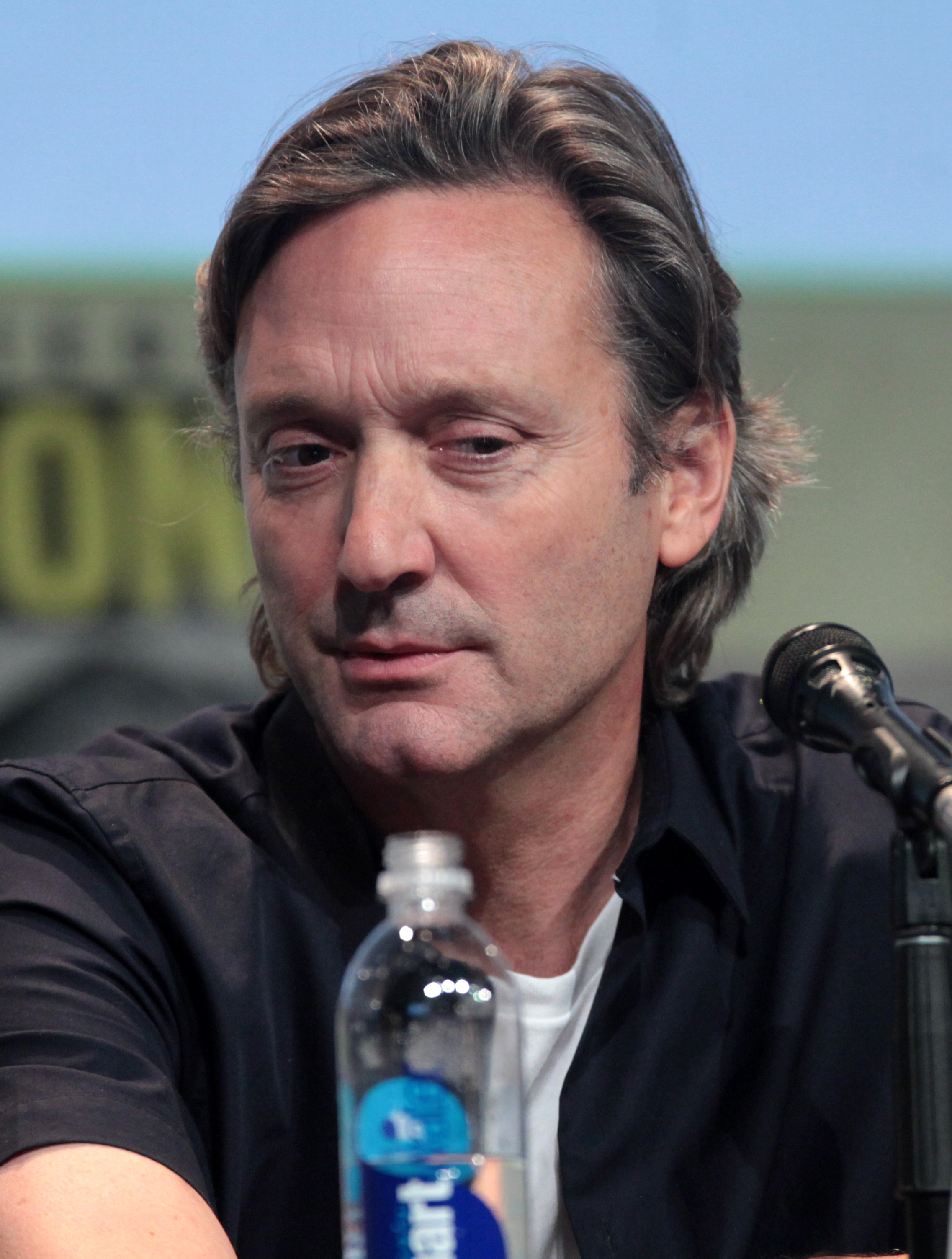
Burr Steers (* 1965)

- Steers, Lester (1917–2003), US-amerikanischer Leichtathlet
- Steers, Newton (1917–1993), US-amerikanischer Politiker

### Steet
- Steets, Hans (1903–1980), deutscher Offizier, zuletzt Generalmajor im Zweiten Weltkrieg
- Steets, Silke (* 1973), deutsche Soziologin
- Steetz, Christian (1709–1741), deutscher Jurist und Dichter
- Steetz, Joachim (1804–1862), Mediziner und Botaniker in Hamburg

### Steev
- Steevens, George (1736–1800), englischer Gelehrter und Herausgeber einer historischen Shakespeare-Gesamtausgabe
- Steevens, Grizel (1653–1746), englisch-irische Wohltäterin
- Steevens, Harry (* 1945), niederländischer Radsportler
- Steevens, Henk (1931–2020), niederländischer Radrennfahrer
- Steevens, Richard (1653–1710), englisch-irischer Arzt und Wohltäter
- Steever, Edgar Zell (1915–2006), US-amerikanischer Bildhauer und Medailleur
- Steeves, Burpee L. (1868–1933), US-amerikanischer Politiker
- Steeves, Harrison Ross (1881–1981), US-amerikanischer Anglist und Hochschullehrer
- Steeves, William (1814–1873), kanadischer Politiker